# 绿色草原牧场
绿色草原牧场是一个位于中华人民共和国黑龙江省大庆市杜尔伯特蒙古族自治县的牧场，亦是黑龙江省农垦齐齐哈尔管理局所属的一个牧场。
绿色草原牧场地处松嫩平原西部，杜尔伯特草原上。1958年建场，以种植业为基础，奶牛业为支柱，牧场总人口5584人，下设12个作业区，面积57.2万亩，耕地11万亩，林地面积15.6万亩，森林覆盖率26%。

## 行政区划
绿色草原牧场下辖以下单位：
绿色草原场直社区、绿色草原牧场第一管理区、绿色草原牧场第二管理区和绿色草原牧场第三管理区。